# Завод (полиграфия)
Заво́д — часть тиража книги или другого печатного издания. Экземпляры одного завода практически идентичны. Разные заводы могут быть отпечатаны одновременно на разных полиграфических предприятиях либо в разное время на одном или разных предприятиях.
Номер завода обычно указывается в выпускных данных, например:
Тираж 300 000 экз. (2-й завод 100 001—200 000 экз.)